# 자말 러셀스
자말 러셀스(영어: Jamaal Lascelles, 영어 발음: /dʒəˈmɑːl ləˈsɛls/, 1993년 11월 11일~)는 잉글랜드의 축구 선수로 포지션은 센터백이다. 현재 프리미어리그의 뉴캐슬 유나이티드 FC에서 활동하고 있다.

## 클럽 경력
라셀레스는 노팅엄 포레스트 FC에서 경력을 시작했다. 2011년 1월, 아스널은 그를 위해 500만 파운드의 제안을 했으나 클럽은 이를 거절했다.
2012년 3월, 라셀이 시즌 종료까지 스티버니지에 임대로 합류했다. 2012년 8월 7일, 라셀레스는 노팅엄 포레스트와 4년 재계약을 체결했다.
2014년 3월 18일, 라셀레스는 4년 반 계약을 체결하며 계약을 연장했다. 같은 해 7월에는 퀸스 파크 레인저스로부터 £400만의 제안을 받았으나 거절당했다. 2014년 8월 9일, 라셀레스는 뉴캐슬 유나이티드와 계약을 체결했다.
2016년 8월 4일, 라파엘 베니테스 감독은 라셀레스를 뉴캐슬 유나이티드의 새로운 주장으로 임명했다.
2018년 10월, 라셀레스는 2024년까지 연장되는 새로운 계약을 체결했다.